# Nghị Đức
Nghị Đức là một xã thuộc huyện Tánh Linh, tỉnh Bình Thuận, Việt Nam.
Xã Nghị Đức có diện tích 74,66 km², dân số năm 1999 là 9126 người, mật độ dân số đạt 122 người/km².